# Helmer Rosting
Helmer Rostgaard Gommesen Rosting (født 8. juli 1893 i Thisted, død 28. juni 1945 i København) var en dansk teolog, diplomat, Folkeforbundets højkommisær i Fristaden Danzig og direktør for Dansk Røde Kors (1939–1945).
Han var søn af landøkonomisk forsøgsleder P. Gommesen Rosting.
Helmer Rosting var mistænkt for at nære pro-nazistiske synspunkter i sin tid som direktør for Dansk Røde Kors. Dansk Røde Kors nægtede indtil 1943 at hjælpe jøder i Europa. Da frivillige i 1942 forsøgte at sende nødpakker til ghettoer i Polen, afviste Dansk Røde Kors at være behjælpelig.
Sommeren 1940 trådte Rosting offentligt frem som en ubetinget sympatisør af Nazi-Tyskland og gik ind for en omdannelse af den danske regering i nazismens ånd. Han er ikke registreret som partimedlem, men figurerede på forskellige nazistiske ministerlister: September 1940 som udenrigsminister og oktober 1942 på en mere beskeden plads som kirkeminister. I slutningen af september 1943 rettede han på eget initiativ en henvendelse til den tyske rigsbefuldmægtigede, dr. Werner Best, om at frigive det internerede danske militærpersonel mod til gengæld at internere alle jøder i Danmark for dernæst at benytte dem som gidsler med trussel om deportation til Tyskland i fald sabotagen fortsatte.
Ved Danmarks befrielse maj 1945 var Rosting en af de mest eftersøgte, og det førte til hans arrestation den 6. maj. Han blev løsladt efter afhøring, men blev dagen efter arresteret af en anden modstandsgruppe og atter løsladt. Disse oplevelser førte til et nervesammenbrud og indlæggelse på Kommunehospitalet. Han forlod hospitalet og begik selvmord.
Han var blevet Ridder af Dannebrog 1927 og Dannebrogmand 1937.
Han er begravet på Vestre Kirkegård.

## Publikationer
- Protection of minorities by the League of Nations, Genève 1922
- Mindretals-Problemer i Europa, København 1938
- Røde Kors i Krig og Fred, København 1942

## Weblinks
- Biografi i Dansk Biografisk Leksikon